# Domenico Ier Contarini
Pour les articles homonymes, voir Contarini.
Domenico Ier Contarini (date de naissance inconnue - mort en 1071) est le 30e doge de Venise, élu en 1043.
Les Contarini ont été une des plus anciennes familles vénitiennes dont les origines sont liées à la naissance de la ville elle-même. Le premier Contarini documenté date de 960. Au fil des siècles, la famille a donné naissance à plus de vingt lignées familiales. Domenico a été le premier doge de la famille Contarini qui a donné huit autres doges.

## Biographie
Pendant son règne, la ville dalmate de Zadar est conquise et il n'y a pas d'autre guerre ; le doge est aussi nommé archiproto, puis magister par Byzance avec le consentement des deux Papes (Benoît IX et Léon IX) et Henry III, l'empereur d'Occident.
Domenico poursuit l'œuvre de ses prédécesseurs, favorisant le développement des terres vénitiennes, renforçant la flotte et continuant la construction de la basilique Saint-Marc qui cesse d'être considérée comme la chapelle privée du doge pour devenir un lieu destiné aux cérémonies publiques.
Domenico Contarini meurt de mort naturelle en 1071 et il est enterré dans l'église San Nicolò du Lido qui l'avait vu élire et couronner, la basilique étant en reconstruction.

## Sources
- (it) Cet article est partiellement ou en totalité issu de l’article de Wikipédia en italien intitulé « Domenico I Contarini » (voir la liste des auteurs).

- (en) Cet article est partiellement ou en totalité issu de l’article de Wikipédia en anglais intitulé « Domenico I Contarini » (voir la liste des auteurs).